# Кшижовиці (Сілезьке воєводство)
Кшижовиці (пол. Krzyżowice) — село в Польщі, у гміні Павловиці Пщинського повіту Сілезького воєводства.
Населення — 1007 осіб (2011).
У 1975-1998 роках село належало до Катовицького воєводства.

## Демографія
Демографічна структура станом на 31 березня 2011 року:
|          | Загалом | Допрацездатний вік | Працездатний вік | Постпрацездатний вік |
| -------- | ------- | ------------------ | ---------------- | -------------------- |
| Чоловіки | 506     | 114                | 332              | 60                   |
| Жінки    | 501     | 98                 | 290              | 113                  |
| Разом    | 1007    | 212                | 622              | 173                  |